# Vittorio Occorsio
Vittorio Occorsio (Roma, 9 aprile 1929 – Roma, 10 luglio 1976) è stato un magistrato italiano, vittima del terrorismo di estrema destra durante gli anni di piombo. Aveva partecipato al processo per la strage di piazza Fontana e ai processi al movimento terroristico di ispirazione neofascista Ordine Nuovo.

## Biografia

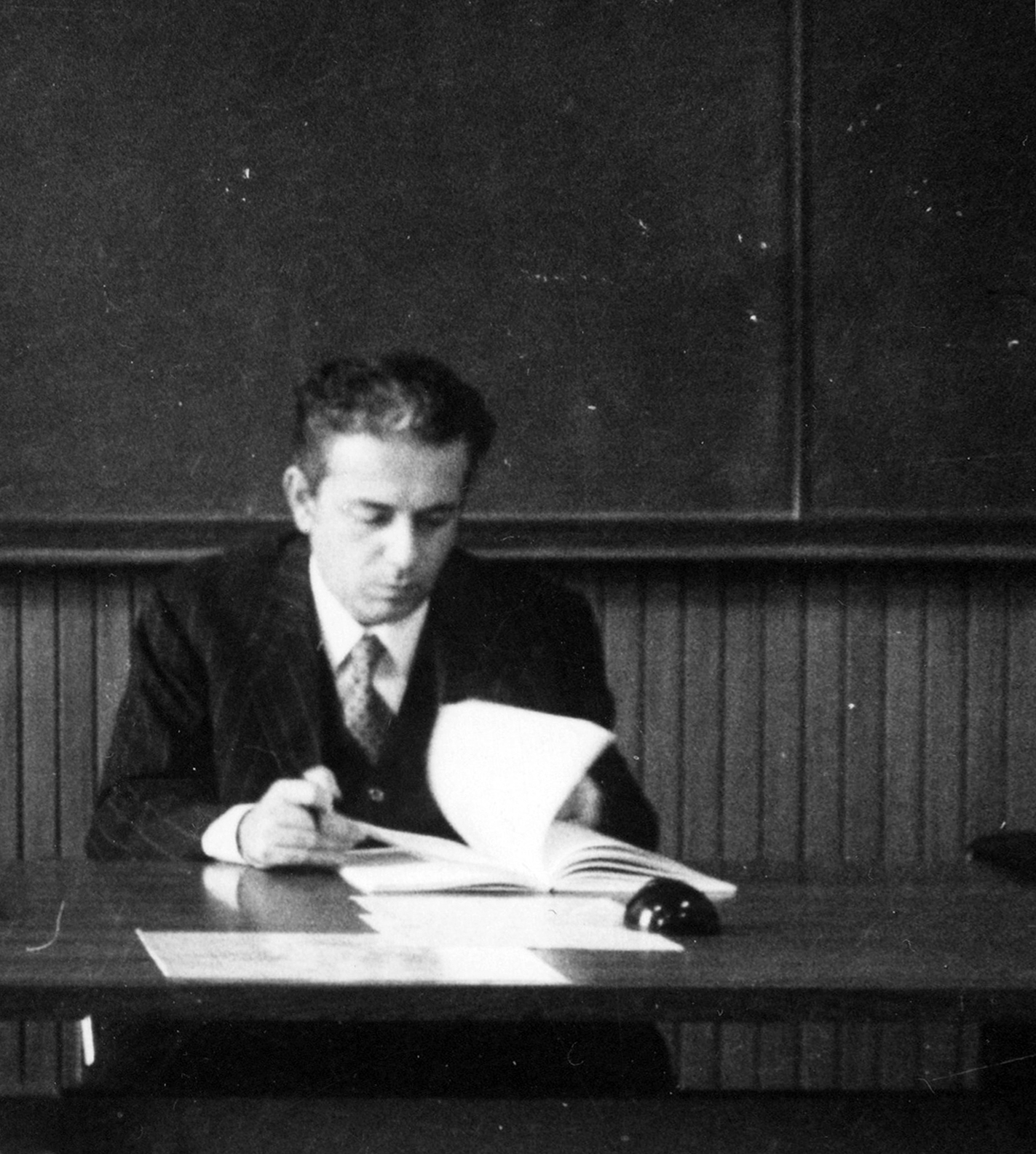
Vittorio Occorsio

Il corpo del giudice Occorsio dopo l'attentato

Frequentò gli studi classici presso il liceo Giulio Cesare di Roma per poi laurearsi in giurisprudenza. Dopo l'esplosione dell'ordigno in Piazza Fontana avvenuta il 12 dicembre 1969, in qualità di sostituto procuratore, si occupò del primo interrogatorio di Pietro Valpreda, contestandogli l'omicidio di quattordici persone e il ferimento di altre ottanta.
Nel 1973 Vittorio Occorsio è il pubblico ministero nel processo per i dirigenti del movimento Ordine Nuovo, invocando l’applicazione della Legge Scelba contro la ricostruzione del partito fascista. Fra gli esponenti sotto processo ci sono Clemente Graziani, Mario Tedeschi, Elio Massagrande, Leone Mazzeo. 
Chiediamo al tribunale di dire al popolo italiano se Ordine Nuovo deve essere messo fuori legge e se gli imputati devono essere condannati. La sentenza dovrà essere come uno specchio, un punto di riferimento, anche perché questo è il primo processo del genere che si celebra in Italia per quanti sono preposti alla tutela dell’ordine repubblicano e della nostra democrazia.
La sentenza del processo, con le sue condanne, comporterà la latitanza per alcuni dirigenti del movimento, che fuggono all'estero, come Clemente Graziani. La vendetta verso il magistrato accomuna entrambe le maggiori sigle della destra eversiva, ossia Avanguardia Nazionale e Ordine Nuovo, che a fine 1975 tentano un'unificazione, in vista dell'eliminazione di Occorsio.

Nell'aprile del 1976 fu il primo magistrato a occuparsi della loggia massonica segreta denominata loggia P2 e a indagare sui rapporti tra terrorismo neofascista, massoneria e apparati deviati del SIFAR. In precedenza aveva lavorato alle inchieste sui due colpi di Stato mancati, il Piano Solo e il golpe Borghese, e aveva avviato un’indagine sui rapporti di alcuni esponenti della P2 con il terrorismo nero e la malavita dedita ai sequestri di persona, come la Banda dei Marsigliesi, concentrandosi in particolare sul sequestro di Alfredo Danesi, Amedeo Ortolani, Fabrizio Andreuzzi e Claudio Francisci. Il convincimento in lui maturato al termine delle indagini è sintetizzato in una significativa dichiarazione fatta all'amico e collega Ferdinando Imposimato:

### L'omicidio

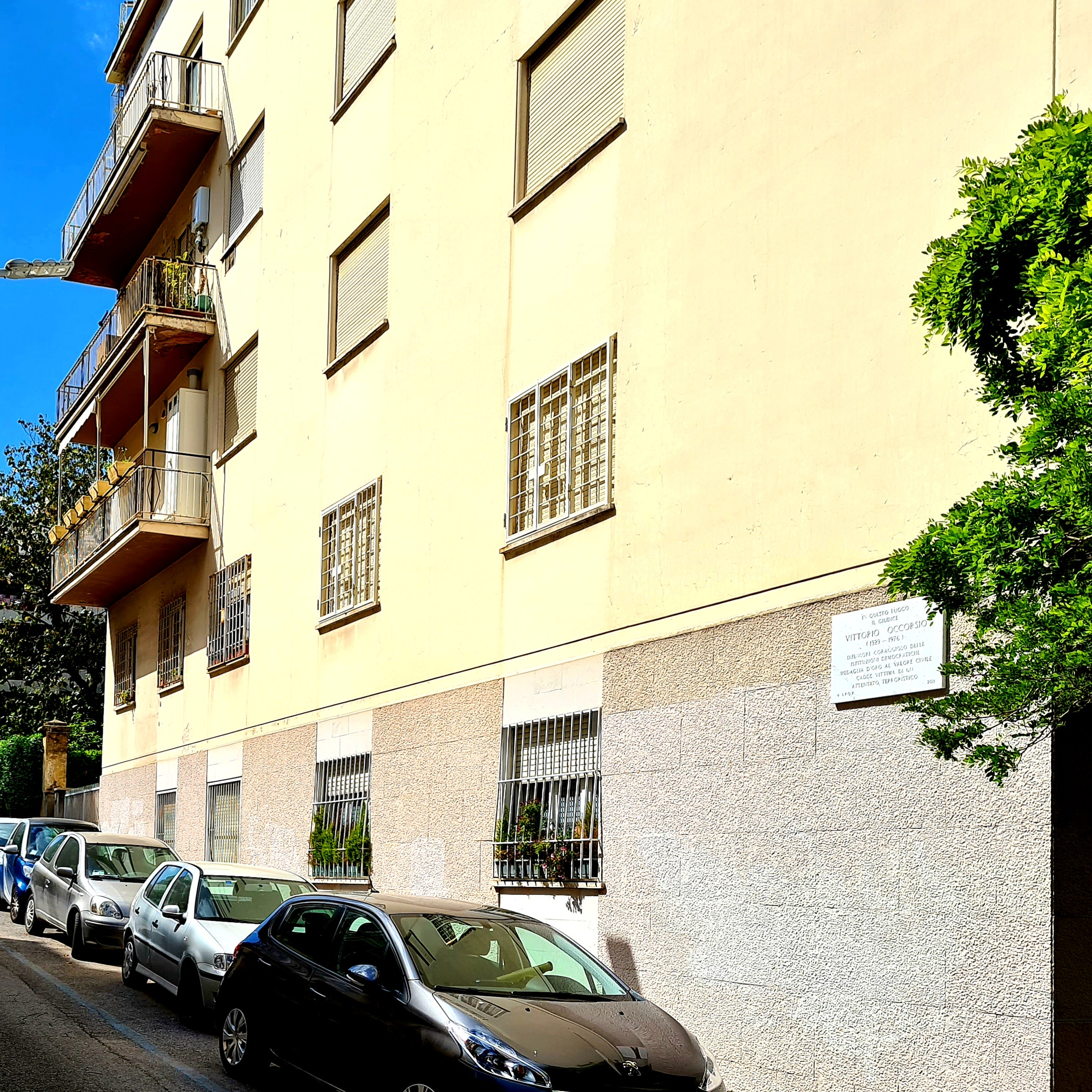
Luogo dell’uccisione di Vittorio Occorsio, con targa

Fu ucciso da Pierluigi Concutelli a Roma la mattina del 10 luglio 1976, con trentadue colpi di mitra, mentre si recava in ufficio con la sua auto, una Fiat 125 special, all'incrocio tra via Mogadiscio e via Giuba, nel quartiere Trieste, a poche decine di metri da casa sua. Sarebbe partito per le ferie tre giorni dopo, aspettando il rientro del collega Imposimato.  Pochi giorni prima Occorsio aveva interrogato Licio Gelli e, senza spiegazioni note neppure ai familiari, la scorta gli venne tolta.Prima di dileguarsi, i suoi assassini prendono la sua borsa con all'interno il fascicolo sui sequestri e, come rivelato dal giornalista Franco Scottoni, un documento che svelava l'acquisto da parte dell'Organizzazione mondiale per l'assistenza massonica (Ompam) di un edificio a Roma per otto milioni di dollari, pari al totale della cifra pagata per i riscatti dei rapimenti per cui era stato arrestato Albert Bergamelli. Tre mesi dopo fu ucciso anche la sua fonte Nicola D'Agostino, boss di Canolo; per l'omicidio venne condannato Domenico Papalia, assolto tuttavia quarantuno anni più tardi dalla Corte d'appello di Perugia dopo essere stato condannato all'ergastolo; D'Agostino, ucciso per ordine di Antonio Nirta (boss di San Luca, che il giorno del rapimento di Aldo Moro sarebbe stato in via Fani come infiltrato nelle BR dall'ex generale dei Carabinieri Francesco Delfino), avrebbe informato il giudice riguardo a un flusso di denaro arrivato dai sequestri e convogliato in Calabria, per essere utilizzato in azioni eversive e per finanziare omicidi eccellenti.

#### Movente
Nella sua auto fu rinvenuta la rivendicazione dell'agguato firmata da Ordine Nuovo: Occorsio veniva accusato di «avere, per opportunismo carrieristico, servito la dittatura democratica perseguitando i militanti di Ordine Nuovo e le idee di cui essi erano portatori. Vittorio Occorsio aveva infatti, istruito due processi contro il MPON».

Il delitto ha visto la convergenza di numerosi terroristi di destra, il mitra con cui è stato ucciso Occorsio, un Ingram M.A.C.M. 10 calibro 9 mm, un’arma di fabbricazione americana, proveniva dalla polizia spagnola, giunto a Concutelli per tramite di Delle Chiaie (latitante nella Spagna franchista come molti altri neofascisti italiani). Detto questo il delitto di Occorsio, oltre alla vendetta dell'estrema destra, potrebbe avere moventi ulteriori, vedendo che le indagini del magistrato andavano ad indirizzarsi nei legami della mafia nella capitale, nella stagione dei sequestri. Le intuizioni di Occorsio troveranno alcune conferme nelle attività di Michele Sindona nel riciclaggio di soldi di provenienza mafiosa. Come rivelerà il giudice Ferdinando Imposimato in un'intervista del 1990:
(Ferdinando Imposimato)

#### Processo
Per l'omicidio nell'ottobre 1976 vengono indagati prima Danilo Abbruciati e poi Alvaro Pompili; anche lo stesso Licio Gelli è sentito dai magistrati di Firenze Pier Luigi Vigna e Pappalardo. Gelli è costretto a fornire una lista degli iscritti alla sua loggia, con qualche centinaio di nomi, fra quelli di minore importanza o già noti.
Il 16 marzo 1978 furono condannati però i neofascisti Pierluigi Concutelli e Gianfranco Ferro, come esecutori materiali. Assolti invece altri imputati quali mandanti dell'omicidio; mandanti che non saranno mai individuati. Concutelli, condannato all'ergastolo, beneficerà dei domiciliari dal 2009 per gravi motivi di salute; il criminale era iscritto con la tessera n. 11.070 alla loggia massonica Camea di Palermo, i cui affiliati furono inquisiti nel 1979 per aver aiutato il banchiere Michele Sindona nel suo finto sequestro.

#### La pista alternativa
Nel marzo del 2023 Raffaella Fanelli, giornalista che nel 2019 era riuscita a far riaprire il caso Pecorelli, ospite ad Atlantide ha raccontato di aver saputo da poco dal generale dei Carabinieri Antonio Cornacchia, anch'egli iscritto alla loggia P2, che Antonio Chichiarelli, suo informatore, 48 ore dopo la morte di Pecorelli aveva fatto una chiamata anonima al procuratore capo della Repubblica di Roma, Giovanni De Matteo, che si occupava del caso insieme a Domenico Sica, indicando in Licio Gelli il mandante dell'omicidio di Pecorelli e collegando la sua morte a quella di Vittorio Occorsio che stava indagando sulla P2 prima di essere ucciso.

## Onorificenze
Alla memoria del magistrato è stato dedicato il parco di Villa Mercede a Roma dopo il restauro ed è intitolata un'aula del Palazzo di Giustizia di Roma.
Anche un'aula del liceo Giulio Cesare, dove egli aveva studiato, porta il suo nome. Vi sono due targhe commemorative, una all'interno di Villa Leopardi, proprio all'entrata di Via Makallè, e una in via Mogadiscio, angolo via del Giuba, nel luogo dell'omicidio.